# Karla Schefter
Karla Schefter (* 25. März 1942 in Allenstein) ist Gründerin und Leiterin des Chak-Hospitals in der afghanischen Provinz Wardak und anerkannte Preisträgerin für ihre humanitären Einsätze.
Nach langjähriger Tätigkeit als OP-Schwester in Dortmund wirkte sie ab 1989 als leitende Schwester beim Aufbau des Chak-e-Wardak Hospitals mit und leitet es seit 1992 mit hohem persönlichen Einsatz und großer Anerkennung weiter.
Das Chak-e-Wardak Hospital liegt am Chak-Fluss im Chak-Tal des Distrikts Wardak etwa 65 km südwestlich von Kabul und wurde 1989 nach dem Abzug der sowjetischen Militärtruppen vom Deutsch-Afghanischen-Komitee mit finanzieller Hilfe der EU gegründet. Seit 1989 wirkte Karla Schefter als leitende Schwester am Aufbau mit. Seit 1992 leitet sie das gesamte Krankenhaus und setzt sich entschieden für dessen Weiterführung im Sinne der Humanität und Barmherzigkeit ein. Vor Fertigstellung des Krankenhauses wurden die EU-Mittel 1992 gestrichen und das Krankenhaus sollte geschlossen werden. Unter ihrer Leitung wurde das Krankenhaus unter widrigsten Bedingungen und mit Einwerbung nötiger Spenden dennoch bis heute weitergeführt.

## Ehrungen
- 1993: Bundesverdienstkreuz am Bande
- 2004: Bundesverdienstkreuz 1. Klasse
- 2005: Nominierung zum Friedensnobelpreis innerhalb des Projekts 1000 Frauen für den Friedensnobelpreis 2005[1]
- 2006: Malalai-Orden (höchste Auszeichnung für Frauen in Afghanistan)

## Bücher
- Frauen-Menschen. Anthologie. Lessing, Dortmund 2013, ISBN 978-3-929931-32-7.
- Ich gebe die Menschen nicht auf. Afghanistan, ein Land ohne Hoffnung? 1. Auflage. Rowohlt, Reinbek bei Hamburg 2011, ISBN 978-3-498-06419-8 (Mit Regina Carstensen).
- Weil es um die Menschen geht. Als Krankenschwester in Afghanistan. Ullstein, München 2004, ISBN 3-548-36382-2.